# Kobele
Kobele (lit. Kabeliai) − wieś na Litwie, w okręgu olickim, w rejonie orańskim, w gminie Marcinkańce. W 2011 roku liczyła 168 mieszkańców a w 2021 roku 122.

## Historia
W latach międzywojennych miejscowość znalazła się początkowo w strefie pasa neutralnego, który w lutym 1923 w myśl decyzji Rady Ambasadorów przyznano Polsce i (bez formalnego statusu gminy) dołączono do przyległego powiatu grodzieńskiego w woj. białostockim. Dopiero w 1925 roku z omawianego obszaru (oraz z południowej części dawnej gminy Orany) powstała nowa gmina Marcinkańce w powiecie grodzieńskim w woj. białostockim, w skład której weszły Kobele. 16 października 1933 Kobele utworzyły gromadę Kobele w gminie Marcinkańce
Po wojnie miejscowość włączono do Litewskiej SRR w ZSRR. Od 1991 w niezależnej Litwie.
Uwaga: 500 m na południe od Kobeli, na południowym brzegu rzeki Grudy, leży wieś Ašašninkai. Dawniej obie wsie nazywały się Kobele, lecz należały do różnych jednostek administracyjnych, których granica przebiegała na Grudzie. Kobele (północne) należały do guberni wileńskiej, a Kobele (południowe, obecne Ašašninkai) do guberni grodzieńskiej. Za II RP obie miejscowości weszły w skład powiatu grodzieńskiego w województwie białostockim, lecz należały do różnych gmin: Kobele (północne) do gminy Marcinkańce, a Kobele (południowe, obecne Ašašninkai) do gminie Berszty. Po wojnie Kobele południowe nazywano Kobelami II (Kabeliai II), aby odróźnić je od Kobeli północnych. W 1990 roku nazwę Kobeli II zmieniono na Ašašninkai.